# 小行星33532
小行星33532（33532 Gabriellacoli）是一颗绕太阳运转的小行星，为主小行星带小行星。该小行星于1999年4月18日发现。

## 轨道参数
小行星33532的轨道半长轴为2.3200524 UA，离心率为0.111。